# Pelegrín Franganillo Balboa
Pelegrín Franganillo Balboa (Molinaseca, 4 dicembre 1873 – L'Avana, 1955) è stato un aracnologo, naturalista e religioso spagnolo naturalizzato cubano.
Nel 1889, dopo aver completato gli studi classici e filosofici presso il Colegio Máximo di Oña, entra a far parte dell'ordine dei Gesuiti e nel 1904 viene ordinato sacerdote. Nel 1905, intraprende la sua carriera accademica come professore di biologia e scienze naturali presso il collegio gesuita Apóstol Santiago di Camposancos, una parrocchia civile nel municipio di A Guarda, in Galizia. In quegli stessi anni, matura anche il suo interesse per l'aracnologia che lo condurrà a pubblicare uno studio sulle specie di aracnidi del genere Argiope presenti nel delta del fiume Miño ("Arañas de la familia de los Argiópidae observadas en la desembocadura del Miño", 1908).
Nel 1909, viene trasferito nelle Asturie presso il collegio La Inmaculada di Xixón e, nel 1918, a L'Avana (Cuba) dove gli viene assegnata una cattedra di scienze naturali nel prestigioso Colegio de Belén, cattedra che occuperà fino alla morte ad eccezione del periodo tra il 1946 e il 1955 che lo vede professore al collegio Dolores di Santiago di Cuba. 
Poco prima del trasferimento a Cuba, dà alle stampe una delle sue produzioni più significative nel campo dell'aracnologia: "Las Arañas, manual de araneología", un compendio dei suoi studi sulle specie di aracnidi della Spagna e del Portogallo che contiene una delle prime descrizioni dettagliate del ballooning, una tecnica di dispersione utilizzata da diverse specie di ragni.

## Taxa descritti
Alcuni taxa descritti:
- Paraplexippus Franganillo, 1930 - genere di ragni della famiglia Salticidae
- Pelegrina Franganillo, 1930 - genere di ragni della famiglia Salticidae
- Eustala uncicurva Franganillo, 1936 - ragno della famiglia Araneidae
- Spintharidius viridis Franganillo, 1930 - ragno della famiglia Araneidae
- Witica alobatus Franganillo, 1931 - ragno della famiglia Araneidae
- Araneus angulatus niger (Franganillo, 1918) — sottospecie di ragni della famiglia Araneidae
- Araneus angulatus nitidifolius (Franganillo, 1909) — sottospecie di ragni della famiglia Araneidae
- Araneus angulatus pallidus (Franganillo, 1909) — sottospecie di ragni della famiglia Araneidae
- Araneus angulatus personatus Simon, 1929 — sottospecie di ragni della famiglia Araneidae

## Taxa denominati in suo onore
- Noegus franganilloi (Caporiacco, 1947) - ragno della famiglia Salticidae
- Rualena balboae (Schenkel, 1950) - ragno della famiglia Agelenidae
- Tetragnatha franganilloi Brignoli, 1983 - ragno della famiglia Tetragnathidae
- Anchoviella balboae D. S. Jordan & Seale, 1926 - pesce della famiglia Engraulidae
- Euclia balboae (Pilsbry, 1931) - mollusco gastropode della famiglia Cancellariidae